# Vício Inerente
Vício Inerente é o segundo álbum de estúdio da cantora e compositora brasileira Marina Sena. O álbum foi lançado em 27 de abril de 2023, através da gravadora Sony Music Brasil. Conta com quatro singles: "Tudo Pra Amar Você"; "Olho no Gato"; "Que Tal" com Fleezus, e "Dano Sarrada", a mais viral. Contém 12 faixas escritas por Marina Sena e produzidas pelo produtor Iuri Rio Branco.
Em seu segundo trabalho solo, a mineira pisa fundo em influências eletrônicas, no disco predomina uma sonoridade pop, com influências do trap e do R&B além de passear com sua voz inconfundível por gêneros contemporâneos como o funk carioca, o grime, o drill e o reggaeton.
Com sonoridade baseada em beats e sintetizadores, conduzidos pelo produtor Iuri Rio Branco, Vício Inerente confirma o talento de Marina na criação de grandes hits. As letras provocativas com refrões que pegam, como nos singles “Tudo Pra Amar Você” e "Dano Sarrada", que tornam a compositora como um dos principais nomes do pop brasileiro. Retratando a nova fase, o álbum conta com um único feat, com o rapper Fleezus, o 3° single do álbum que mistura rap e hip hop, “Que Tal”.

## Antecedentes e lançamento
Após o lançamento do primeiro álbum em carreira solo, intitulado De Primeira, Marina Sena deu continuidade aos trabalhos e lançou três singles, figurando no topo da parada "Viral Global" do Spotify, com a faixa "Por Supuesto". Marina deu seguimento aos trabalhos do álbum de estreia e realizou shows em todas as regiões do Brasil no curso da turnê "De Primeira", apresentando-se em países da Europa, como Alemanha, Espanha, Portugal e Irlanda. O trabalho bem-sucedido lançou Marina Sena à fama, rendendo-lhe reconhecimento nacional e um contrato com a gravadora Sony Music Brasil, a qual seria responsável pelo lançamento do segundo álbum. Sobre o contrato com a gravadora, Sena declarou:

"Fui para a Sony porque chega um momento que você precisa de ajuda, de algo maior, se quiser crescer. Preciso ser divulgada fora do Brasil, e não daria conta de fazer isso sozinha. Vou lançar Vício Inerente com a certeza de que minha música vai tocar na rádio, meu post vai estar sendo patrocinado para pessoas que jamais acessaram minha música, minha cara está aparecendo em lugares que não estou nem vendo."— Marina Sena, para Elle
Em 17 de fevereiro de 2023 Marina anunciou o novo contrato com a Sony e o lançamento do primeiro single do segundo álbum de estúdio, intitulada "Tudo Pra Amar Você". A canção foi disponibilizada nas plataformas digitais em 23 de fevereiro de 2023 O single foi capa da playlist oficial do Spotify, "Pop Brasil" por pouco mais de 1 mês. Estreou no top 200 do Spotify Brasil, ocupando a posição 170 com 141,315, ficou na posição 31 na Apple Music Brasil, o videoclipe no YouTube entrou na posição #7 dos vídeos Em alta. Sobre o clipe da faixa, Sena declarou: 

"Ficou tudo tão lindo, com uma narrativa bem ao meu estilo. Muita sensualidade, movimento, tensão sexual, um casting só com gente linda, e eu sendo gostosa e curtindo a vida, do jeito que eu gosto"— Marina Sena, para Rolling Stone Brasil
Em 20 de abril, Marina Sena divulgou, através das redes sociais, a capa de seu álbum de estúdio Vício Inerente que chegou  às plataformas digitais em 27 de abril de 2023 com 12 faixas que inovaram na estética e na sonoridade tradicionalmente apresentadas por Marina Sena. Aos visuais do álbum ela trouxe uma roupagem mais urbana, ligada à cidade de São Paulo, onde residia quando da produção do disco. A artista trouxe, ainda, um ritmo pop predominante, com uso de sintetizadores e influências da música experimental e psicodélica.

## Capa e título
O álbum foi nomeado em referência ao filme de comédia policial estadunidense, Inherent Vice, escrito e dirigido por Paul Thomas Anderson, com base no livro homônimo de Thomas Pynchon. A capa e os visuais do álbum foram dirigidos por Miguel Figueira de Mello, Jean LaBanca e Fernando Tomaz. Apresentaram a cantora em uma atmosfera futurista, com referência à cidade de São Paulo, conhecida como "selva de pedras". Segundo Sena, os visuais buscam representar "uma menina que saiu do interior e foi morar na capital", em referência à mudança da cantora de Minas Gerais para a capital paulista em decorrência da ascensão profissional. Em contraste com os visuais urbanos, as artes trazem, ainda, elementos ligados ao mar, como a concha, que segundo Marina remetem a "uma saudade de querer ouvir a natureza, o mar".

## Promoção
Em 20 de dezembro de 2023, Marina Sena e Japãozin lançaram a versão forró da faixa Dano Sarrada (Remix) em todas as plataformas digitais, com o videoclipe no YouTube, pela gravadora de Marina Sena, Sony Music Brasil, com o apoio da gravadora de Japãozin, Sua Música. Essa nova versão foi um sucesso no Nordeste do Brasil durante as comemorações do Natal, Ano-novo e São João, alcançando a posição #92 dentro do top 100 do Spotify Brasil com 307,854 streams. Essa versão também alcançou a posição #83 na Billboard Brasil Hot 100. Essa versão faz parte da trilha sonora da "novela das nove" Mania de Você, da Rede Globo.
Em 23 de junho de 2024, Marina Sena realizou apresentação surpresa no evento "Feira Hippie", em Belo Horizonte - MG, tendo cantado a versão acústica e inédita da canção Mande um Sinal. Naquele mesmo dia, a cantora anunciou em suas redes sociais o lançamento da faixa, tendo sido disponibilizada ao público no dia 25 de junho de 2024, juntamente com o clipe no YouTube. 

### Singles
Após o lançamento do álbum e em seguida à entrevista exibida no programa Fantástico, Sena lançou Olho no Gato como segundo single, em 30 de abril de 2023. Antes de ser lançada como single a faixa alcançou a posição 100 do Top 100 Spotify Brasil, com 243,640 streams no primeiro dia de lançamento. Em 10 de julho de 2023 foi lançada a versão em vinil do álbum Vício Inerente pelo projeto Noize Record Club da Revista Noize. As vendas avulsas esgotaram em menos de 2 horas. Em 25 de setembro de 2023, após o sucesso da faixa "Que Tal" que contem participação do rapper paulistano Fleezus, Marina Sena liberou o clipe desta faixa, tornando-a o terceiro single de seu álbum Vício Inerente. Em 23 de novembro de 2023, Marina Sena lançou como o quarto single a mais viral e primeira faixa do álbum "Dano Sarrada" juntamente com o clipe da música no YouTube.

## Apresentações ao vivo
Como parte da estratégia para divulgação do primeiro single e do novo álbum, no dia 16 de março de 2023 Marina apresentou Tudo Pra Amar Você ao vivo pela primeira vez no Encontro com Patrícia Poeta. Em 24 de abril de 2023, Marina Sena apresentou a canção ao vivo no TVZ apresentado por Pocah. Em 30 de abril de 2023, Sena apresentou as faixas "Tudo Pra Amar Você" e "Olho no Gato" no programa Fantástico, da TV Globo. Em 01 de julho de 2023, Marina Sena apresentou a faixa "Tudo Pra Amar Você" no Caldeirão com Mion. Marina Sena apresentou "Que Tal" ao vivo na TV pela primeira vez no Domingão com Huck em 22 de outubro de 2023. Em 26 de outubro de 2023, Marina Sena apresentou a canção "Dano Sarrada" no TVZ Cabelinho, Música Multishow. Em 7 de novembro, Sena apresentou a canção Tudo Pra Amar Você no Prêmio Multishow de Música Brasileira 2023.

## Recepção

### Crítica profissional
| Críticas profissionais | Críticas profissionais |
| Pontuações agregadas   | Pontuações agregadas   |
| Fonte                  | Avaliação              |
| ---------------------- | ---------------------- |
| AOTY                   | 78/100                 |
| rateyourmusic          | 68/100                 |
| Avaliações da crítica  |                        |
| Fonte                  | Avaliação              |
| Música Instantânea     | 7.3/10                 |
| OGrito!                | [ 39 ]                 |
| Escutai                | 80/100                 |
| Medium                 | 6.8/10                 |
| Teoria Cultural        | 8/10                   |
| Popload                | [ 43 ]                 |
| Folha de S.Paulo       | [ 44 ]                 |

Vício Inerente foi recebido de maneira positiva dos críticos especializados e do público. Cleber Facchi, do Música Instantânea, Expressou em sua avaliação que "Um misto de euforia e fino toque de libertação [...], trabalho de Sena está longe de parecer mera sorte de principiante." Marcio Bastos, de OGrito! declarou o álbum como um “Não ter uma ‘brasilidade’.”, se perguntando sobre o pop brasileiro, declarando que "É nessas frestas que Marina Sena parece operar [...], podem provocar sensações tão ou mais instigantes quanto." Fernando Scoczynski, do popload Mencionou que " é um álbum que leva algumas audições para se realizar completamente – para alguns, não irá, mas não faz mal."
Tribuna da Cultura, do medium escreveu em sua avaliação que "é, sem dúvidas, um acerto em cheio! Sua sonoridade é inovadora." apreciou sua versatilidade "vai da sensualidade, para o nostálgico, de uma forma totalmente tropical". Edu, do Escutai Declarou em sua avaliação que "vai e vem das ondas da concha que coloca em seu ouvido"., declarando também que o disco "marcaria como uma nova aposta do pop nacional."

## Listas de faixas
Todas as faixas escritas e compostas por Marina Sena. Todas as faixas são produzidas por Iuri Rio Branco. 
| Vício Inerente — Edição padrão |                         |         |  |
| N.º                            | Título                  | Duração |  |
| 1.                             | "Dano Sarrada"          | 3:24    |  |
| 2.                             | "Olho no Gato"          | 3:39    |  |
| 3.                             | "Tudo Pra Amar Você"    | 2:55    |  |
| 4.                             | "Tudo Seu"              | 3:32    |  |
| 5.                             | "Mande Um Sinal"        | 4:39    |  |
| 6.                             | "Me Ganhar"             | 3:54    |  |
| 7.                             | "Que Tal" (com Fleezus) | 3:10    |  |
| 8.                             | "Meu Paraíso Sou Eu"    | 1:57    |  |
| 9.                             | "Partiu Capoeira"       | 3:53    |  |
| 10.                            | "Mais de Mil"           | 3:54    |  |
| 11.                            | "Sonho Bom"             | 3:50    |  |
| 12.                            | "Pra Ficar Comigo"      | 4:12    |  |
| Duração total:                 | Duração total:          | 43:05   |  |

## Histórico de lançamento
| País   | Data                | Formato(s)                 | Gravadora         | Ref.   |
| ------ | ------------------- | -------------------------- | ----------------- | ------ |
| Vários | 27 de abril de 2023 | Download digital streaming | Sony Music Brasil | [ 45 ] |
| Brasil | 10 de julho de 2023 | Vinil                      | Noize Record Club | [ 46 ] |

## Prêmios e indicações
| Ano  | Prêmio                                | Categoria        | Resultado | Ref.   |
| ---- | ------------------------------------- | ---------------- | --------- | ------ |
| 2023 | Prêmio Multishow de Música Brasileira | Capa do Ano      | Indicada  | [ 47 ] |
| 2023 | WME Awards                            | Álbum            | Venceu    | [ 48 ] |
| 2023 | WME Awards                            | Show             | Indicada  | [ 48 ] |
| 2023 | Gold Derby Music Awards               | Best Latin Album | Indicada  | [ 49 ] |

## Turnê
Vício Inerente Tour é a segunda turnê mundial da cantora e compositora brasileira Marina Sena, em apoio ao seu segundo álbum de estúdio, Vício Inerente (2023). A turnê teve início no Brasil, em 5 de maio de 2023, passando ainda por outros estados do Brasil e na Europa.